# Olivia Hussey

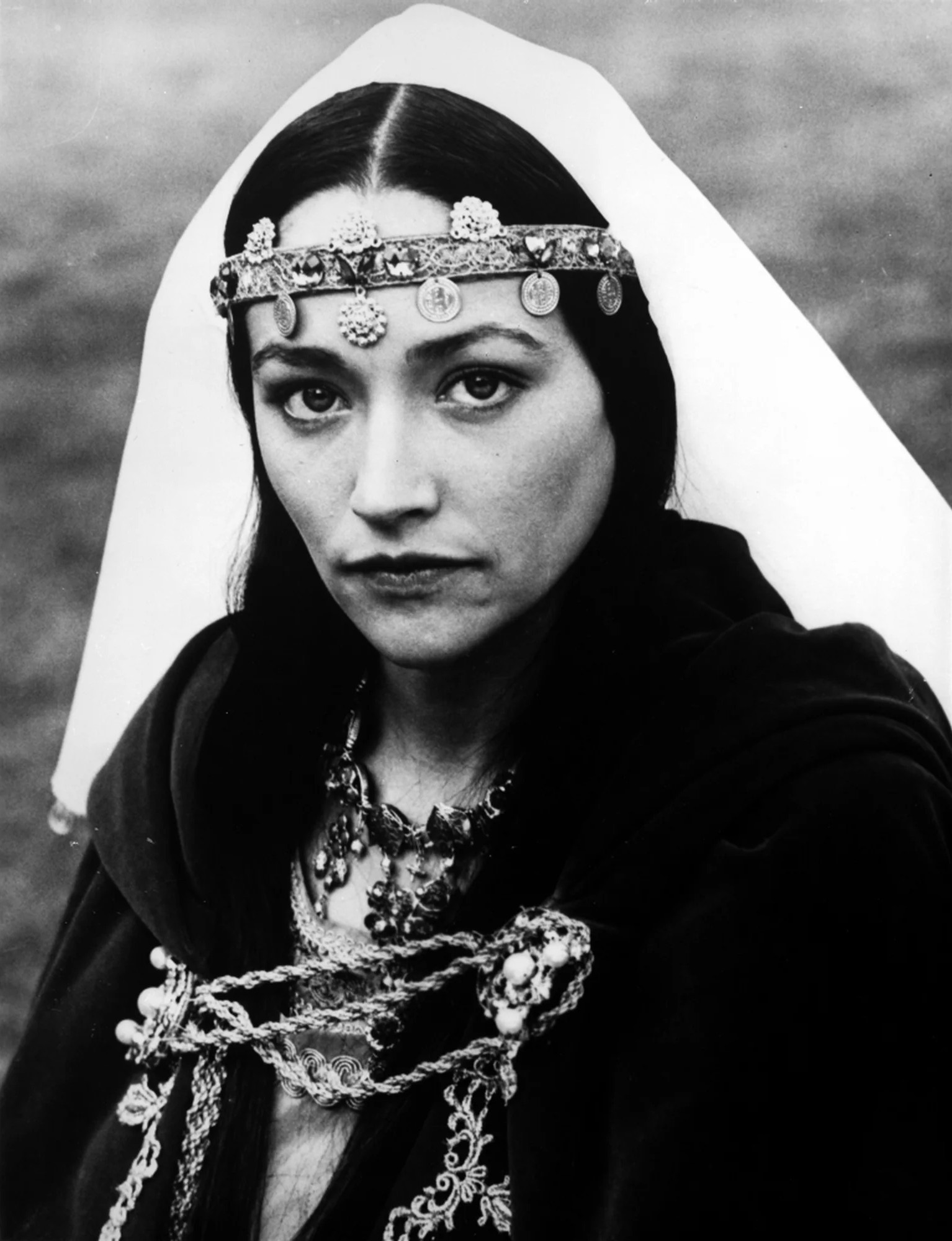
Olivia Hussey in Ivanhoe (1982)

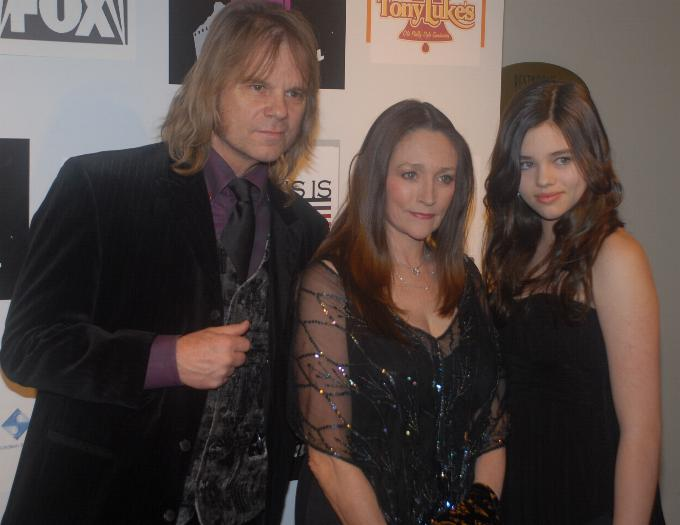
David Glen Eisley, Olivia Hussey en dochter India Eisley in 2008

Olivia Hussey, geboren als Olivia Osuna (Buenos Aires, 17 april 1951 – Los Angeles, 27 december 2024) was een Argentijnse-Britse actrice, acterend in Amerikaanse films.

## Biografie
Haar vader was de Argentijnse zanger Andrés Osuna (artiestennaam Osvaldo Ribó); haar Britse moeder Joy Hussey had een juridische baan. Ze verhuisde op zevenjarige leeftijd met haar moeder en haar jongere broertje naar Engeland. Haar achternaam werd veranderd van Osuna in haar moeders naam Hussey. Ze studeerde vijf jaar drama aan de Italia Conti Academy for Theatre Arts in Woking. Vanaf 1964 was ze in films te zien.
In 1968 kreeg ze een hoofdrol in de verfilming van Romeo and Juliet. Ze werd uit 500 andere actrices uitgekozen. Hiervoor won ze in 1969 een David di Donatello, de Italiaanse nationale filmprijs.
Hussey acteerde in ruim veertig films. Een paar memorabele prestaties zijn die in Black Christmas (1974), Jesus of Nazareth (1977) en Death on the Nile (1978). Ze is volgens velen het bekendst van haar rol in Ivanhoe, een televisieproductie uit 1982 met Anthony Andrews in de titelrol.
Hussey stond bekend om haar natuurlijke schoonheid. Ze droeg meestal weinig of geen make-up in films.
Hussey overleed op 27 december 2024 op 73-jarige leeftijd aan borstkanker.

## Persoonlijk leven
- Olivia Hussey leed aan agorafobie (pleinvrees). Dat werd versterkt naarmate ze bekender werd, vooral na het succes van Romeo and Juliet.[3]
- Eind jaren zestig had ze een relatie met de acteur Christopher Jones die zeer gewelddadig eindigde.[4]
- Olivia Hussey was van 1970 tot 1978 getrouwd met de acteur Dean Paul Martin, zoon van Dean Martin. Hun zoon Alexander Gunther Martin werd geboren in 1973.
- Van 1980 tot 1989 was ze getrouwd met de Japanse zanger Akira Fuse. In 1983 werd hun zoon Maximilian Hussey Fuse geboren.
- Van 1991 tot aan haar dood was de acteur en muzikant David Glen Eisley haar echtgenoot. Hun dochter India Eisley, geboren in 1993, werd ook actrice. Ze debuteerde in 2005 als twaalfjarige in de film Headspace, waarin moeder en dochter samen speelden.

## Filmografie
- 1964 – The Crunch
- 1965 – Cup Fever
- 1965 – The Battle of the Villa Fiorita
- 1968 – Romeo and Juliet
- 1969 – All the Right Noises
- 1971 – H-Bomb
- 1972 – Un Verano para matar
- 1973 – Lost Horizon
- 1974 – Black Christmas
- 1977 – Jesus of Nazareth
- 1978 – The Bastard
- 1978 – Death on the Nile
- 1978 – The Pirate
- 1979 – The Thirteenth Day: The Story of Esther
- 1979 – The Cat and the Canary
- 1980 – Fukkatsu no hi
- 1980 – The Man with Bogart's Face
- 1982 – Ivanhoe
- 1982 – Turkey Shoot
- 1984 – The Last Days of Pompeii
- 1985 – The Corsican Brothers
- 1987 – Distortions
- 1988 – La Bottega dell'orefice
- 1990 – Sheng zhan feng yun
- 1990 – Psycho IV: The Beginning
- 1990 – It (miniserie)
- 1993 – Save Me
- 1993 – Quest of the Delta Knights
- 1995 – Ice Cream Man
- 1996 – Dead Man's Island
- 1998 – The Gardener
- 1999 – Shame, Shame, Shame
- 2000 – El Grito
- 2001 – Island Prey
- 2003 – Madre Teresa
- 2005 – Headspace
- 2006 – Seven Days of Grace
- 2007 – Tortilla Heaven
- 2007 – Chinaman's Chance
- 2007 – Three Priests
- 2007 – Harvest Moon

- Bibsys: 3110893
- Biblioteca Nacional de España: XX1536574
- Bibliothèque nationale de France: cb13895425g (data)
- CiNii: DA13254690
- Gemeinsame Normdatei: 1128681498
- International Standard Name Identifier: 0000 0000 8160 8210
- Library of Congress Control Number: no90011041
- MusicBrainz: 2acdfbd9-7909-4a65-b7c4-33974b693605
- Nationale Bibliotheek van Tsjechië: pna2008456594
- Nationale bibliotheek van Australië: 35711039
- Nationale Bibliotheek van Israël: 987007327504405171
- Nederlandse Thesaurus van Auteursnamen: 072561203
- Istituto Centrale per il Catalogo Unico: UBOV483557
- SNAC: w6vt54r8
- Système universitaire de documentation: 074643509
- Trove: 1052868
- Virtual International Authority File: 85137546
- WorldCat: E39PBJptWmcv7RkhcppWFGYXVC